# Pro Evolution Soccer
Pro Evolution Soccer — серія відеоігор, що створюються і розробляються японською компанією-розробником Konami.

## Історія

### Pro Evolution Soccer (2001)
Pro Evolution Soccer вийшла 23 листопада 2001 року.
| Видання                                       |                   |        |                            |
| Назва                                         | Дата виходу       | Регіон | Платформа                  |
| J-League Winning Eleven 5                     | 25 жовтня 2001    | Японія | PlayStation 2              |
| Pro Evolution Soccer                          | 23 листопада 2001 | Європа | PlayStation, PlayStation 2 |
| World Soccer Winning Eleven 5 Final Evolution | 13 грудня 2001    | Японія | PlayStation 2              |

### Pro Evolution Soccer 2
Pro Evolution Soccer 2 вийшла в жовтні 2002 року. Швидкість геймплея значно зросла, повороти стали більш різкими, дещо різкіше став відбір м'яча. Також з'явився режим Training Session (тренування). Були додані нові клуби, додався новий дивізіон в Майстер-лізі). З'явилося 2 нових коментатора — Пітер Бреклі і Тревор Брукінг, але цей аспект гри сильно критикували через неточності коментарів і прагнення коментаторів перебивати один одного.
Ліцензії залишилися тими ж, але всі голландські гравці називалися «Oranges» через те, що у Konami не було права на використання прізвищ голландських гравців. Також, на відміну від першої частини, неліцензовані клуби перестали носити назви міст, в яких вони базуються (наприклад «Манчестер Юнайтед» іменувався Manchester в PES1, «Реал Мадрид» іменувався Madrid і т. д.), а замість цього стали використовувати інші імена (зокрема «Манчестер Юнайтед» стала Aragon). Але режим редагування включав в себе клубний редактор, який зводив цю проблему до мінімуму, з'явилася можливість редагувати значки клубів і їх форму. У грі були присутні пісні Queen «We Will Rock You» і «We Are the Champions». Версія для PlayStation теж вийшла, але це був незначний апдейт минулої частини, в результаті це виявився останній реліз серії на оригінальній PlayStation.
| Видання                                       |                 |                  |                                  |
| Назва                                         | Дата виходу     | Регіон           | Платформа                        |
| J-League Winning Eleven 6                     | 19 вересня 2002 | Японія           | PlayStation 2                    |
| Pro Evolution Soccer 2                        | 25 жовтня 2002  | Європа           | PlayStation, PlayStation 2       |
| World Soccer Winning Eleven 6 Final Evolution | 12 грудня 2002  | Японія           | PlayStation 2, Nintendo GameCube |
| World Soccer Winning Eleven 6 International   | 11 березня 2003 | Північна Америка | PlayStation 2                    |

### Pro Evolution Soccer 3
Pro Evolution Soccer 3 була першою грою серії, що вийшла для Microsoft Windows. Її  добре зустріли ігрові видання, але критикували фанати за відсутність мультиплеєра і дуже серйозні системні вимоги: наприклад, гра не підтримувала широко поширені карти серії Geforce MX. Головний конкурент гри — FIFA 2004 — мав online-режим і володів меншими системними вимогами.
| Видання                                     |                   |        |                                  |
| Назва                                       | Дата виходу       | Регіон | Платформа                        |
| Pro Evolution Soccer 3                      | 24 жовтня 2003    | Європа | PlayStation 2, Microsoft Windows |
| World Soccer Winning Eleven 7 International | 21 листопада 2003 | -      | PlayStation 2, Microsoft Windows |

### Pro Evolution Soccer 4
Pro Evolution Soccer 4 вийшла в 2004 році; «обличчями» гри стали П'єрлуїджі Колліна, Тьєррі Анрі і Франческо Тотті. Це була перша гра серії Pro Evolution Soccer, в якій були присутні повноцінні чемпіонати Франції, Німеччини, Іспанії, Італії та Нідерландів (останні 3 були ліцензовані), але, в порівнянні з FIFA, в очі впадала відсутність нижчих дивізіонів.
Геймплей зазнав значних поліпшень в порівнянні з Pro Evolution Soccer 3, покращився штучний інтелект, з'явилася більша перевага у атакуючої сторони, стали краще проходити паси врозріз. Дриблінг став напруженішим для команди, що обороняється, під час штрафних з'явилася можливість відкочувати м'яч під удар. Геймплей критикували за величезну кількість можливостей для взяття воріт, закидами через півполя стало легко обрізати всю лінію захисту. Додалася нова складність 6-star (її можна відкрити в PES-Shop-магазині), також з'явилося поліпшення в Майстер-лізі — молоді гравці стали розвиватися, а атрибути багатьох гравців за 30 років істотно опускалися. Значно покращився режим редагування — з'явилася можливість додавати логотип і текст на форму. Попіксельне редагування логотипів, як і традиційний редактор форми, допомогли зробити команди більш схожими на свої реальні прототипи.
| Видання                                           |                   |                  |                                        |
| Назва                                             | Дата виходу       | Регіон           | Платформа                              |
| World Soccer Winning Eleven 8                     | 5 серпня 2004     | Японія           | PlayStation 2                          |
| Pro Evolution Soccer 4                            | 15 жовтня 2004    | Європа           | PlayStation 2, Xbox, Microsoft Windows |
| J-League Winning Eleven 8 Азія Championship       | 18 листопада 2004 | Японія           | PlayStation 2                          |
| World Soccer Winning Eleven 8 International       | 1 лютого 2005     | Північна Америка | PlayStation 2, Xbox, Microsoft Windows |
| World Soccer Winning Eleven 8: Liveware Evolution | 24 березня 2005   | Японія           | PlayStation 2                          |

### Pro Evolution Soccer 5
Pro Evolution Soccer 5 вийшла у жовтні 2005 року. На його обкладинці один на одного дивилися Джон Террі і Тьєррі Анрі. Поліпшення полягали в невеликих виправленнях багів попередньої серії, онлайн-режим з'явився і в PlayStation 2 версії. Гра стала складнішою, покращився штучний інтелект захисників, і забивати стало набагато складніше. Гравці висловлювали подив щодо рівнів складності, оскільки на трьох зірках забити комп'ютеру було важче, ніж на шести, через більш схожими футбол у виконанні штучного інтелекту, також зазначалося, що стало важче забивати і послати м'яч у сітку значно легше з далеких дистанцій, ніж з близької відстані. Рефері стали судити жорсткіше.
Були ліцензовані нові клуби, в тому числі «Арсенал», «Челсі», «Селтік», «Рейнджерс», голландська, іспанська та італійська ліги. У Pro Evolution Soccer 5 був «глюк» з порожнім стадіоном (під час матчу трибуни були порожні, але під час різних вставок на рушії гри фанати з'являлися). Вийшов фанатський патч, що виправляв цей баг, офіційного патчу так і не послідувало.
Official PlayStation 2 Magazine UK поставив цій грі 10/10 балів. Pro Evolution Soccer 5 вийшов на Xbox, Windows і PS2, скрізь був доступний онлайн-режим. PSP-версія вийшла, але без Майстер-ліги, без коментарів, тільки з одним стадіоном і обмеженим редактором, зважаючи на малий розмір UMD-диска. PSP підтримував гру по Wi-fi, геймплей став швидше, ніж у колишніх версій, але в пресі гра не удостоїлася високих оцінок.
| Видання                                           |                   |                  |                                                              |
| Назва                                             | Дата виходу       | Регіон           | Платформа                                                    |
| World Soccer Winning Eleven 9                     | 4 серпня 2005     | Японія           | PlayStation 2                                                |
| World Soccer Winning Eleven 9: Ubiquitous Edition | 15 вересня 2005   | Японія           | PlayStation Portable                                         |
| Pro Evolution Soccer 5                            | 2 жовтня 2005     | Європа           | PlayStation 2, PlayStation Portable, Xbox, Microsoft Windows |
| J-League Winning Eleven 9: Азія Championship      | 17 листопада 2005 | Японія           | PlayStation 2                                                |
| World Soccer Winning Eleven 9                     | 8 лютого 2006     | Північна Америка | PlayStation 2, PlayStation Portable, Xbox, Microsoft Windows |
| World Soccer Winning Eleven 9: Liveware Evolution | 23 березня 2006   | Південна Корея   | PlayStation 2, Microsoft Windows                             |

### Pro Evolution Soccer 6
Pro Evolution Soccer 6 офіційно вийшла у Великій Британії 27 жовтня 2006 року для PlayStation 2, PSP (Playstaion Portable), Xbox 360 і PC. PC-версія не використовувала рушій з Xbox 360, а базувалась на PS2-версії. PSP-версія дуже багатьом схожа на PS2-побратима, в той час як DS-версія нагадує минулі версії гри з PSOne як геймплеєм, так і графікою.
Pro Evolution Soccer 6 зробив значний поворот у бік атакуючого футболу; те, з якою легкістю форварди стали проходити крізь захист, викликало безліч суперечок всередині PES-спільноти. Були додані ліцензії на використання форм збірних команд Англії, Іспанії та Італії. Французька ліга стала повністю ліцензованою, так само як і іспанська, італійська та голландська ліги в минулих частинах гри. У той же час Konami була змушена відмовитися від німецької Бундесліги; єдина команда з Німеччини в PES6 — це мюнхенська «Баварія». У PES6 немає нового стадіону «Арсеналу» «Емірейтс» — старий «Гайбері» досі був присутній у грі. Сербія і Чорногорія представлені єдиною командою, попри розвал країни в травні 2006 року.
Версія на Xbox 360 також першою грою серії з підтримкою широкоекранного режиму, бо дана функція відсутня в PS2 і Xbox версіях. Деякі функції геймплея і можливості редагування були прибрані з X360-версії (відсутня навіть функція коригування назви стадіонів, хоча вийшов неофіційний патч (option-file) з виправленими назвами, що доводить можливість редагування гри за допомогою «хакінга»). Додатково до цього в Xbox 360 версії не можна зберігати повтори, хоча в керівництві по грі заявляють зворотне. Версія гри для Nintendo DS володіє геймплеєм і графікою, аналогічним старим версіям з PlayStation серії Pro Evolution Soccer.
| Видання                                            |                   |                  |                                                                               |
| Назва                                              | Дата виходу       | Регіон           | Платформа                                                                     |
| World Soccer Winning Eleven 10                     | 27 квітня 2006    | Японія           | PlayStation 2                                                                 |
| World Soccer Winning Eleven 10: Ubiquitous Edition | 14 вересня 2006   | Японія           | PlayStation Portable                                                          |
| Pro Evolution Soccer 6                             | 2 жовтня 2006     | Європа           | PlayStation 2, PlayStation Portable, Xbox 360, Microsoft Windows, Nintendo DS |
| J-League Winning Eleven 10: Europe League 06-07    | 22 листопада 2006 | Японія           | PlayStation 2                                                                 |
| World Soccer Winning Eleven 10: Liveware Evolution | 18 січня 2007     | Південна Корея   | PlayStation 2                                                                 |
| Winning Eleven: PES 2007                           | 7 лютого 2007     | Північна Америка | PlayStation 2, PlayStation Portable, Xbox 360, Microsoft Windows, Nintendo DS |

### Pro Evolution Soccer 2008
Pro Evolution Soccer 2008 офіційно вийшла 26 жовтня 2007 року на PC, Xbox 360, Playstation 2, Playstation 3; 1 березня 2008 року на PSP і 28 березня на Wii. Головна особливість гри — нова система AI, названа «Teamvision». Teamvision — це складний AI, здатний пристосовуватися до індивідуального стилю гри людини. Штучний інтелект здатний вчити нові способи атаки та запобігати в майбутньому ті помилки, які допускав по ходу матчу.
У версії гри на Playstation 3 є проблеми з частотою кадрів, які ведуть до «смикання» геймплею. Konami заявила, що подібні проблеми виникають тільки на звичайних телевізорах без підтримки HDTV. Але гравці з телевізорами HDTV також мали подібні проблеми. Konami визнала наявність проблем, які «впливають на якість геймплея», і 27 листопада вийшов безкоштовний офіційний патч, що виправляє проблеми мультиплеєра і уповільнення в грі у версіях на Xbox 360 і Playstation 3. На останній також виправлена проблема, пов'язана зі скачуванням гри на жорсткий диск консолі. Компанія також вирішила активувати регіональний захист на Xbox 360.
На всіх обкладинках гри для різних регіонів присутній Кріштіану Роналду. Крім нього, на різних обкладинках присутній ще один футболіст, відповідно до регіону. Наприклад, на обкладинці для випуску гри в Англії це Майкл Оуен, у Франції — Дідьє Дрогба, в Німеччині — Ян Шлаудрафф, в Італії — Джанлуїджі Буффон, в Австралії — Лукас Нейл.
| Видання                   | |                 |                       |                                                                                                   |
| Міжнародна назва          | Японська назва | Доступна з      | Регіон                | Платформа                                                                                         |
| Pro Evolution Soccer 2008 | World Soccer: Winning Eleven 2008 Winning Eleven Play Maker 2008 (Wii) Winning Eleven Ubiquitous Evolution 2008 (PSP) | 13 вересня 2007 | Європа Америка Японія | PlayStation 3, PlayStation Portable, Wii, Nintendo DS, Xbox 360, Microsoft Windows, PlayStation 2 |

### Pro Evolution Soccer 2009
Pro Evolution Soccer 2009 офіційно вийшла 17 жовтня 2008 року в Європі, 31 грудня в Австралії, 30 вересня в Японії, 18 листопада в США.
| Видання                   |                                                                        |                |                      | |
| Міжнародна назва          | Японська назва                                                         | Доступна з     | Регіон               | Платформа                                                                                               |
| Pro Evolution Soccer 2009 | World Soccer: Winning Eleven 2009 Winning Eleven Play Maker 2009 (Wii) | 17 жовтня 2008 | Європа Америка Japan | PlayStation 3, PlayStation Portable, Wii, Xbox 360, Microsoft Windows, мобільний телефон, PlayStation 2 |

### Pro Evolution Soccer 2010
| Видання                   |                                                                        |                |                       | |
| Міжнародна назва          | Японська назва                                                         | Доступна з     | Регіон                | Платформа |
| Pro Evolution Soccer 2010 | World Soccer: Winning Eleven 2010 Winning Eleven Play Maker 2010 (Wii) | 23 жовтня 2009 | Європа Америка Японія | PlayStation 3, PlayStation 2, PlayStation Portable, Wii, iPhone OS, Xbox 360, Microsoft Windows, мобільний телефон |

### Pro Evolution Soccer 2011
| Видання                      |                                                                        |                                                |                       |                                                                                                   |
| Міжнародна назва             | Японська назва                                                         | Доступна з                                     | Регіон                | Платформа                                                                                         |
| Pro Evolution Soccer 2011    | World Soccer: Winning Eleven 2011 Winning Eleven Play Maker 2011 (Wii) | 30 вересня 2010                                | Європа Америка Японія | PlayStation 3, PlayStation 2, PlayStation Portable, Wii, Xbox 360, iOS, Android Microsoft Windows |
| Pro Evolution Soccer 2011 3D | Winning Eleven 3DSoccer                                                | 25 березня 2011 27 березня 2011 26 лютого 2011 | Європа Америка Японія | Nintendo 3DS                                                                                      |

### Pro Evolution Soccer 2012
| Видання                      |                                   |                                           |                       | |
| Міжнародна назва             | Японська назва                    | Доступна з                                | Регіон                | Платформа                                                                                          |
| Pro Evolution Soccer 2012    | World Soccer: Winning Eleven 2012 | 29 вересня 2011                           | Європа Америка Японія | PlayStation 3, PlayStation 2, PlayStation Portable, Wii, Xbox 360, iOS, Android, Microsoft Windows |
| Pro Evolution Soccer 2012 3D | World Soccer Winning Eleven 2012  | 1 грудня 2011 1 лютого 2012 8 грудня 2011 | Європа Америка Японія | Nintendo 3DS                                                                                       |

### Pro Evolution Soccer 2013
| Видання                   |                                   |                 |                       | |
| Міжнародна назва          | Японська назва                    | Доступна з      | Регіон                | Платформа |
| Pro Evolution Soccer 2013 | World Soccer: Winning Eleven 2013 | 20 вересня 2012 | Європа Америка Японія | PlayStation 3, PlayStation 2, PlayStation Portable, Wii, Wii U, Xbox 360, Nintendo 3DS, iOS, Android, Microsoft Windows |

### Pro Evolution Soccer 2014
Pro Evolution Soccer 2014 стала першою грою серії, яка використовувала ігровий рушій Fox Engine від Kojima Productions.
| Видання                   |                                   |                 |                       |                                                                                               |
| Міжнародна назва          | Японська назва                    | Доступна з      | Регіон                | Платформа                                                                                     |
| Pro Evolution Soccer 2014 | World Soccer: Winning Eleven 2014 | 19 вересня 2013 | Європа Америка Японія | PlayStation 3, Xbox 360, Microsoft Windows, PlayStation Portable, PlayStation 2, Nintendo 3DS |

### Pro Evolution Soccer 2015
| Видання                   |                                   |                   |                       |                                                                          |
| Міжнародна назва          | Японська назва                    | Доступна з        | Регіон                | Платформа                                                                |
| Pro Evolution Soccer 2015 | World Soccer: Winning Eleven 2015 | 13 листопада 2014 | Європа Америка Японія | PlayStation 4, Xbox One, PlayStation 3, Xbox 360, Microsoft Windows, iOS |

### Pro Evolution Soccer 2016
| Видання                   |                                   |                       |                       |                                                                          |
| Міжнародна назва          | Японська назва                    | Доступна з            | Регіон                | Платформа                                                                |
| Pro Evolution Soccer 2016 | World Soccer: Winning Eleven 2016 | 15-17-18 вересня 2015 | Європа Америка Японія | PlayStation 4, Xbox One, PlayStation 3, Xbox 360, Microsoft Windows, iOS |

### Pro Evolution Soccer 2017
| Видання                   |                                   |                       |                       |                                                                              |
| Міжнародна назва          | Японська назва                    | Доступна з            | Регіон                | Платформа                                                                    |
| Pro Evolution Soccer 2017 | World Soccer: Winning Eleven 2017 | 15-13-15 вересня 2016 | Європа Америка Японія | PlayStation 4, Xbox One, PlayStation 3, Xbox 360, Microsoft Windows, Android |

### Pro Evolution Soccer 2018
| Видання                   |                                   |                       |                       |                                                                              |
| Міжнародна назва          | Японська назва                    | Доступна з            | Регіон                | Платформа                                                                    |
| Pro Evolution Soccer 2018 | World Soccer: Winning Eleven 2018 | 15-12-13 вересня 2017 | Європа Америка Японія | PlayStation 4, Xbox One, PlayStation 3, Xbox 360, Microsoft Windows, Android |

### Pro Evolution Soccer 2019
| Видання                   |                                   |                      |                       |                                                          |
| Міжнародна назва          | Японська назва                    | Доступна з           | Регіон                | Платформа                                                |
| Pro Evolution Soccer 2019 | World Soccer: Winning Eleven 2019 | 28-29-30 серпня 2018 | Європа Америка Японія | PlayStation 4, Xbox One, Microsoft Windows, Android, iOS |

### eFootball Pro Evolution Soccer 2020
У 2019 році серію чекав ребрендинг-нова гра серії вийшла під назвою «eFootball Pro Evolution Soccer 2020».
| Видання                             |                 |                       |                                            |
| Назва                               | Доступна з      | Регіон                | Платформа                                  |
| eFootball Pro Evolution Soccer 2020 | 10 вересня 2019 | Європа, Америка, Азія | PlayStation 4, Xbox One, Microsoft Windows |
| World Soccer: Winning Eleven 2020   | 12 вересня 2019 | Японія                | PlayStation 4, Xbox One, Microsoft Windows |

## Галерея

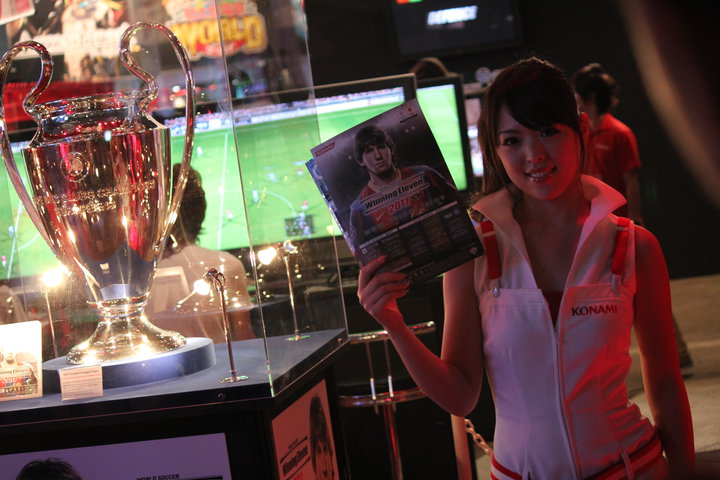
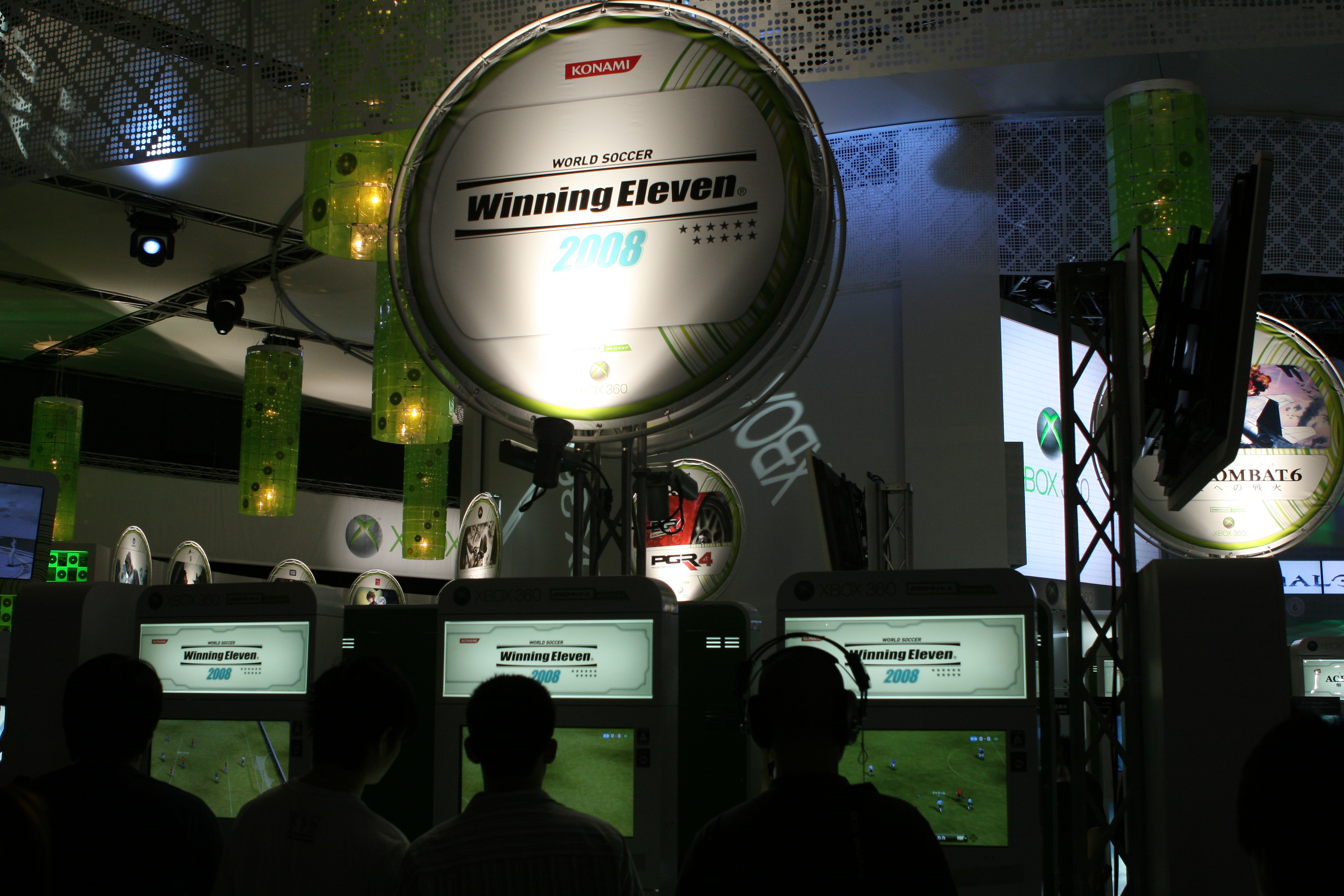
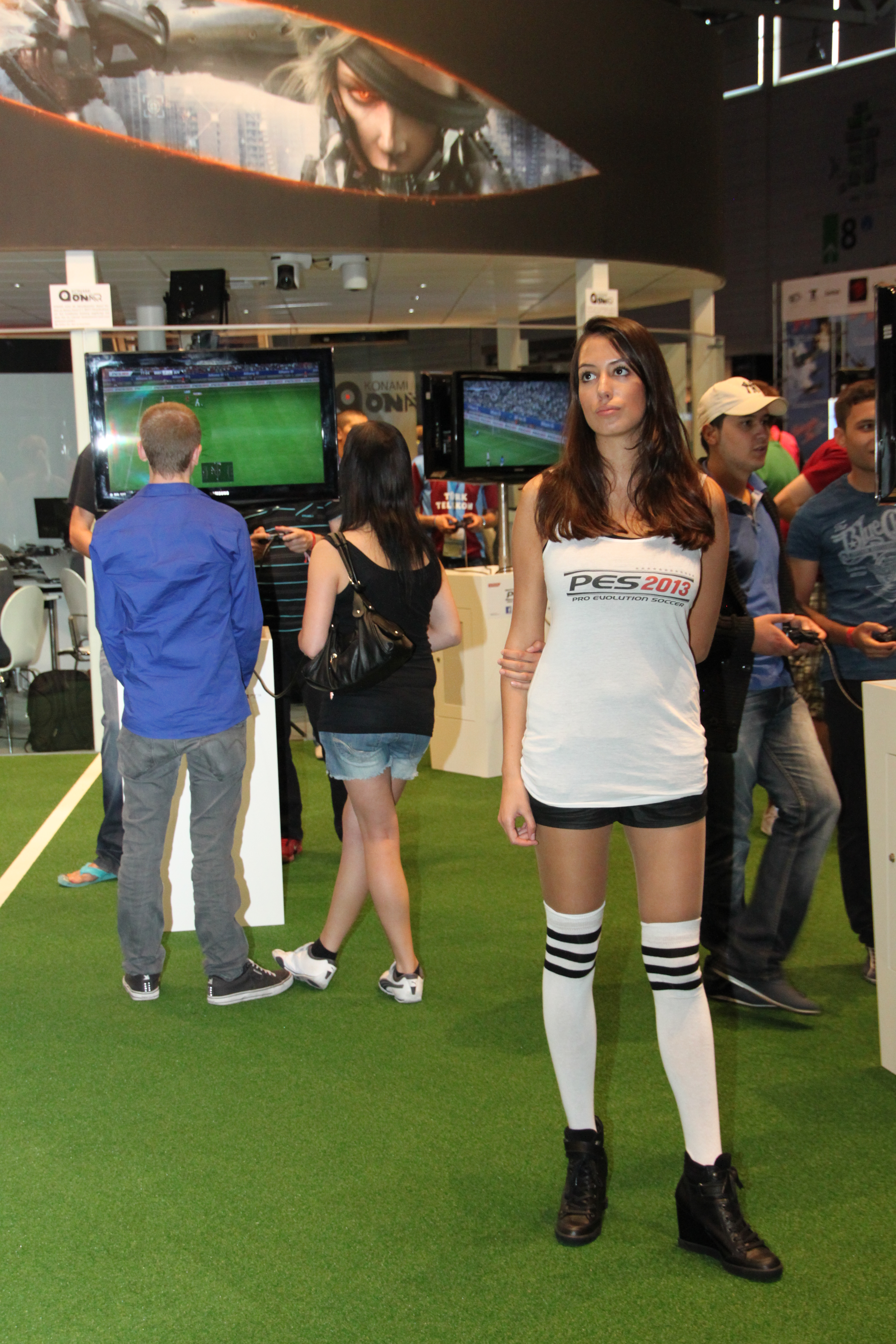
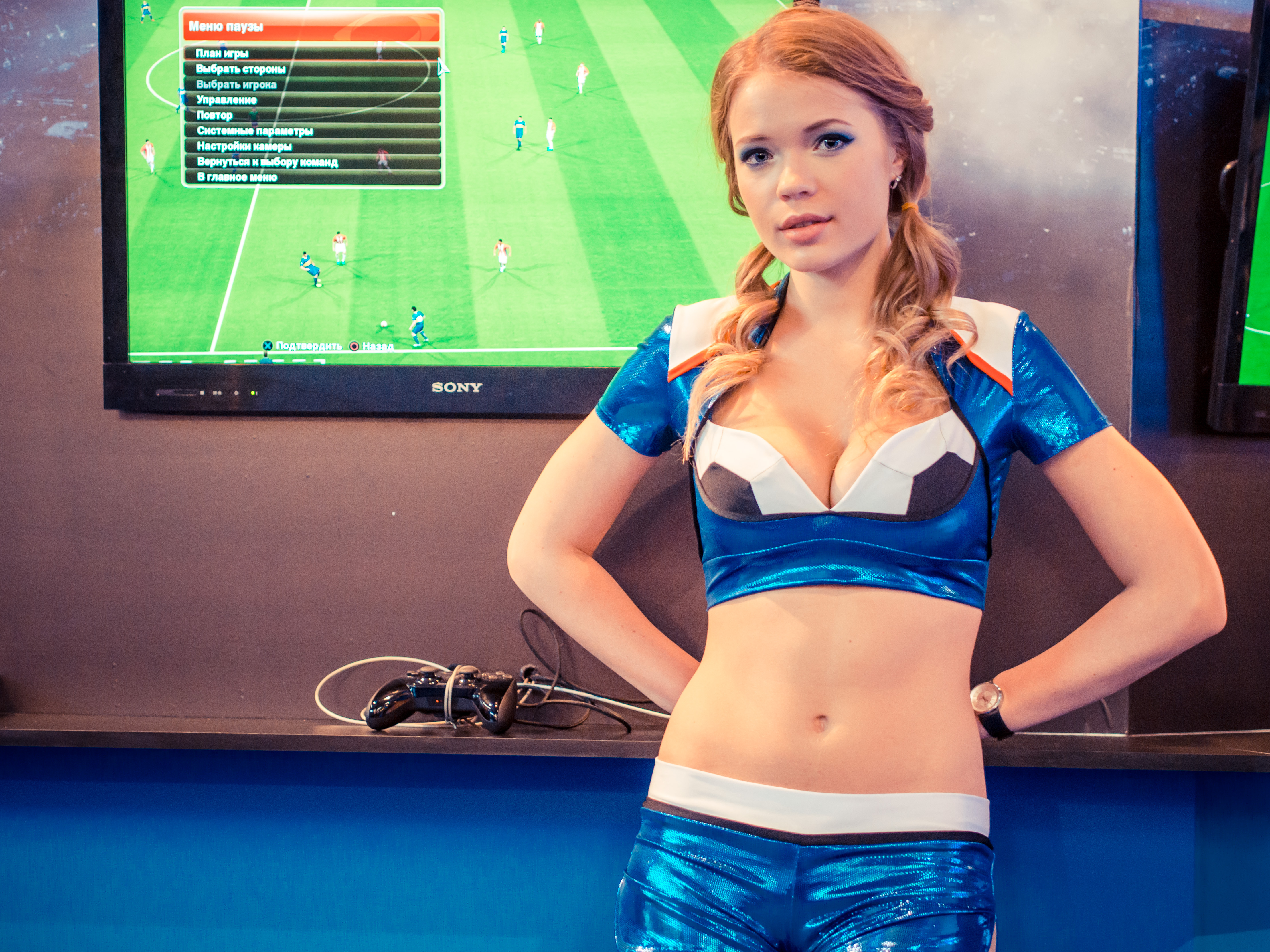
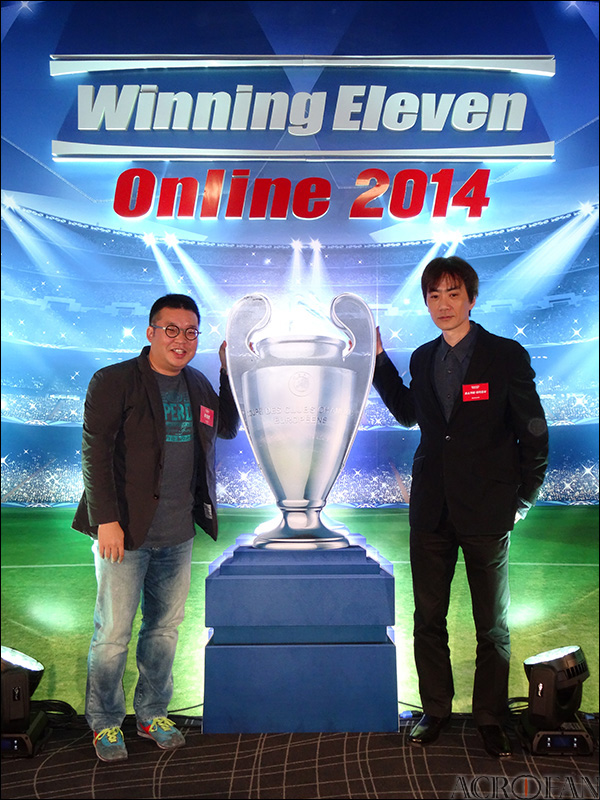
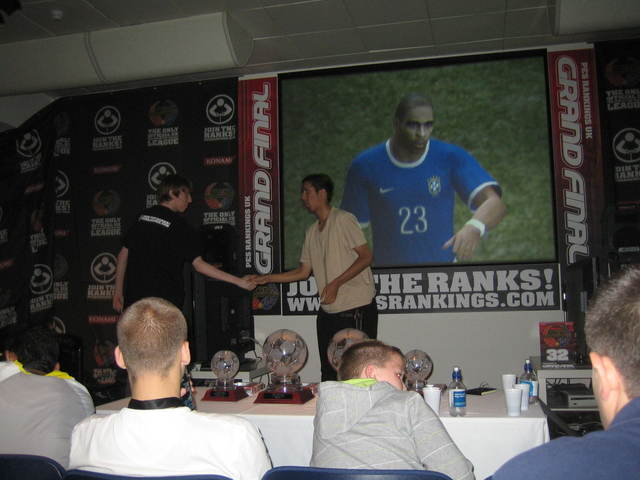
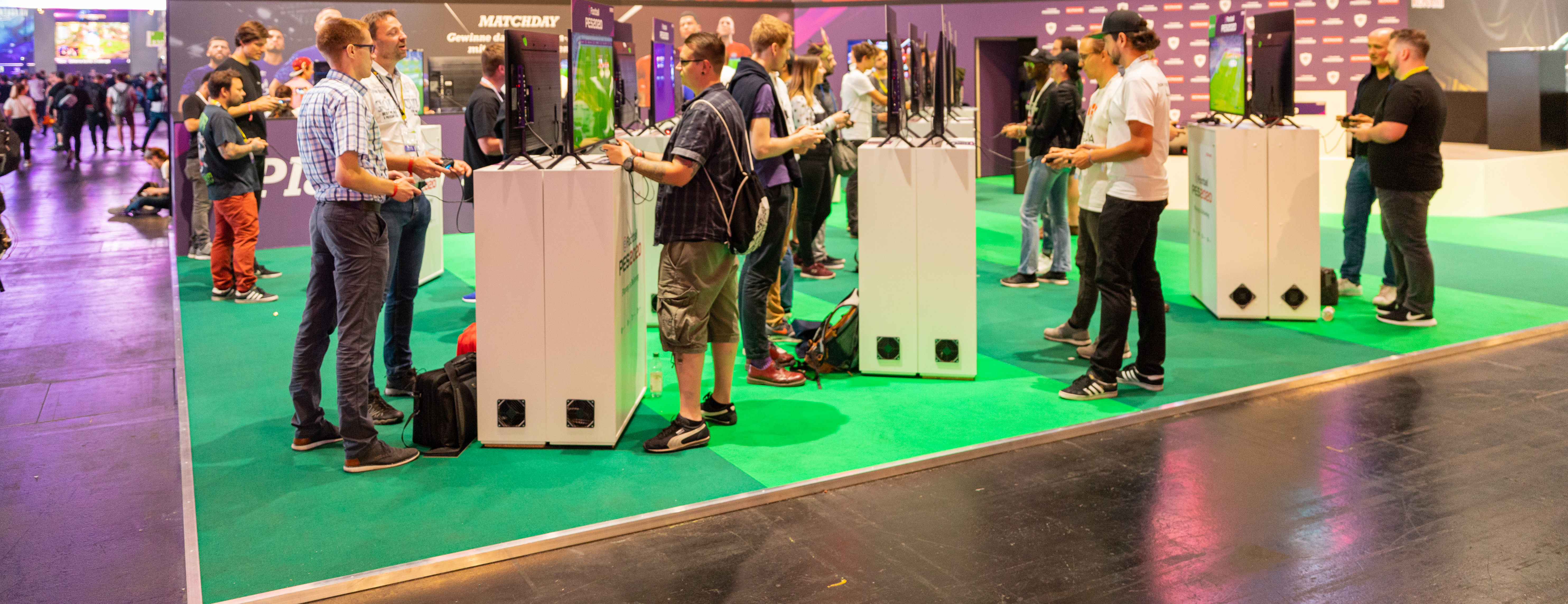